# Ysjön, Ångermanland
Ysjön är en sjö i Sollefteå kommun i Ångermanland och ingår i Ångermanälvens huvudavrinningsområde. Sjön har en area på 2,66 kvadratkilometer och ligger 217 meter över havet. Sjön avvattnas av vattendraget Uman (Juvanån).

## Delavrinningsområde
Ysjön ingår i det delavrinningsområde (705677-156569) som SMHI kallar för Utloppet av Ysjön. Medelhöjden är 223 meter över havet och ytan är 7,19 kvadratkilometer. Räknas de 31 avrinningsområdena uppströms in blir den ackumulerade arean 311,88 kvadratkilometer. Uman (Juvanån) som avvattnar avrinningsområdet har biflödesordning 2, vilket innebär att vattnet flödar genom totalt 2 vattendrag innan det når havet efter 141 kilometer. Avrinningsområdet består mestadels av skog (47 procent). Avrinningsområdet har 2,65 kvadratkilometer vattenytor vilket ger det en sjöprocent på 36,9 procent.